# Гельхаус, Харальд
Харальд Гелхаус (нем. Harald Gelhaus; 24 июля 1915, Гёттинген — 2 декабря 1997, Бохум) — немецкий офицер-подводник, капитан-лейтенант (1 апреля 1942 года), участник Второй мировой войны.

## Биография
В апреле 1936 года поступил на флот. 1 июля 1936 года произведен в фенрихи, 1 апреля 1938 года — в лейтенанты. Служил на лёгком крейсере «Карлсуэ» и линейном корабле «Гнейзенау».

## Вторая мировая война
В октябре 1939 года переведен в подводный флот. Свой первый поход совершил в качестве 1-го вахтенного офицера на подлодке U-103, которой командовал Виктор Шютце.
С 31 марта по 30 апреля 1941 года командовал подлодкой U-143 (Тип II-B).
1 декабря 1941 года назначен командиром подлодки U-107, на которой совершил 7 походов (проведя в море в общей сложности 348 суток).
26 марта 1943 года награждён Рыцарским крестом Железного креста.
6 июня 1943 года сдал командование и был переведен в ОКМ. В начале февраля 1944 года служил офицером по боевой подготовке 22-й и 27-й флотилий подводных лодок. В самом конце войны служил в штабе группы ВМС «Север».
Всего за время военных действий Гелхаус потопил 19 судов общим водоизмещением 100 373 брт. и повредил 1 судно водоизмещением 10 068 брт.
В мае 1945 года интернирован союзниками. В августе 1945 года освобожден.

## Награды
- Железный крест 2-го класса (31 октября 1940)
- Нагрудный знак подводника (31 декабря 1940)
- Железный крест 1-го класса (24 февраля 1941)
- Рыцарский крест Железного креста (26 марта 1943)
- Нагрудный знак подводника-фронтовика (1 октября 1944)
- Крест «За военные заслуги» 2-го класса с мечами (1 сентября 1944)